# Moquette de l'aéroport international de Portland

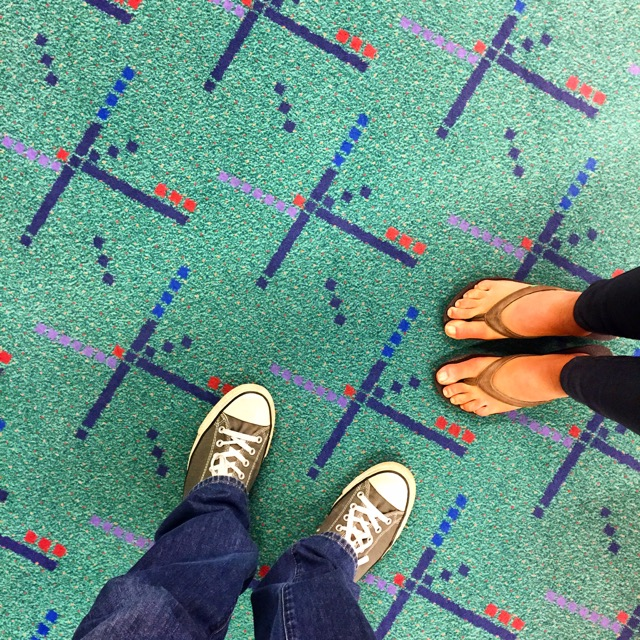
La moquette de l'aéroport international de Portland.

La moquette de l'aéroport international de Portland, dans l'Oregon, est un revêtement de sol connu pour son motif original formé de formes géométriques sur un fond bleu canard qui représente l'intersection des pistes nord et sud de l'aéroport de Portland vues de nuit par les contrôleurs aériens depuis la tour de contrôle du site,.
Créée par SRG Partnership en 1987, la moquette a depuis lors suscité beaucoup d'attention de la part des médias. Le motif est ainsi vu comme un symbole de la ville. Damian Lillard, le sportif star du club de basket-ball local des Trail Blazers de Portland, a conçu des chaussures via son équipementier sportif avec ce motif,.
Depuis 2013, la moquette a été changée, mais les éléments clés originels ont été repris dans le motif de la nouvelle.

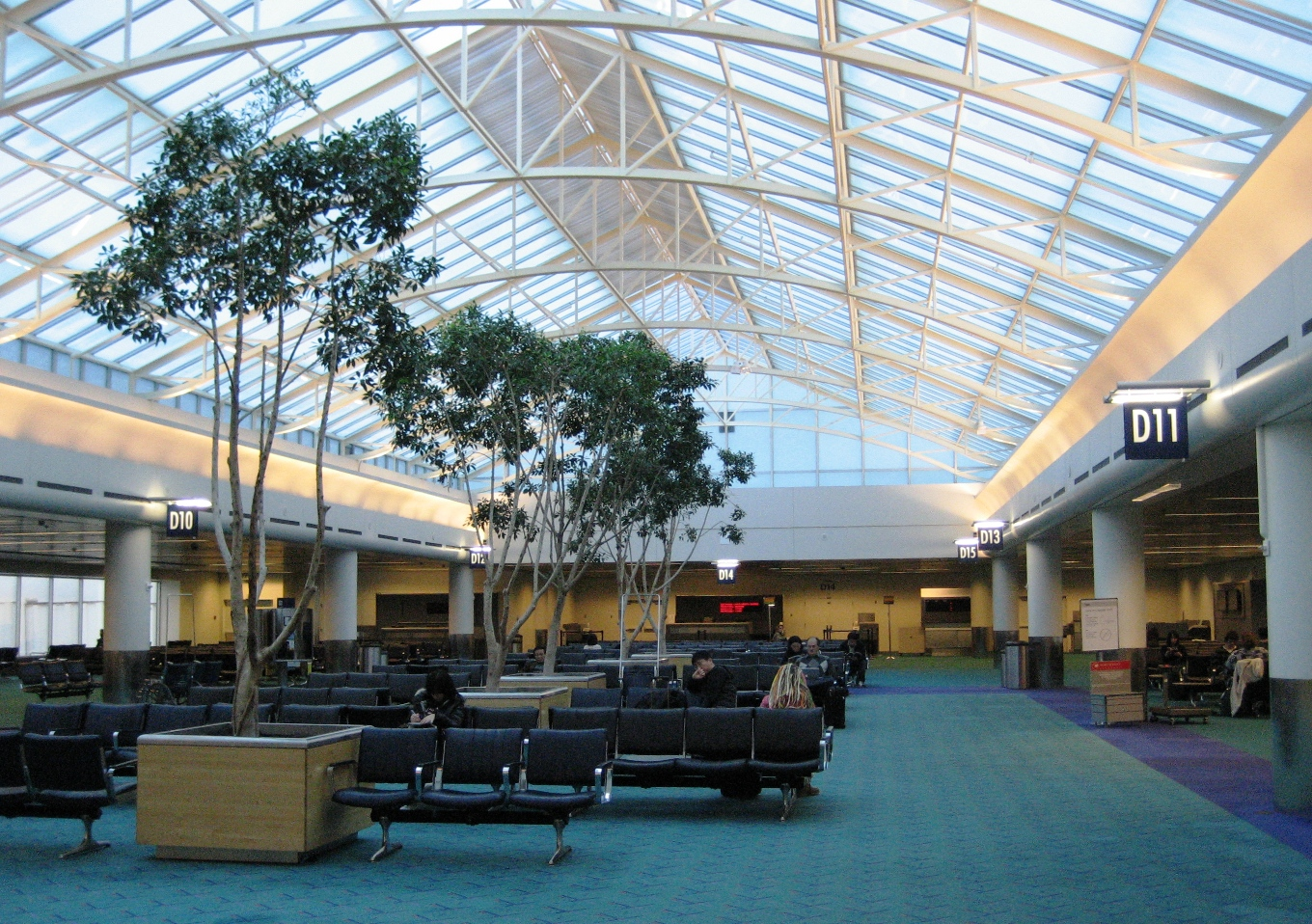
L'un des terminaux de l'aéroport avec la moquette (2007).
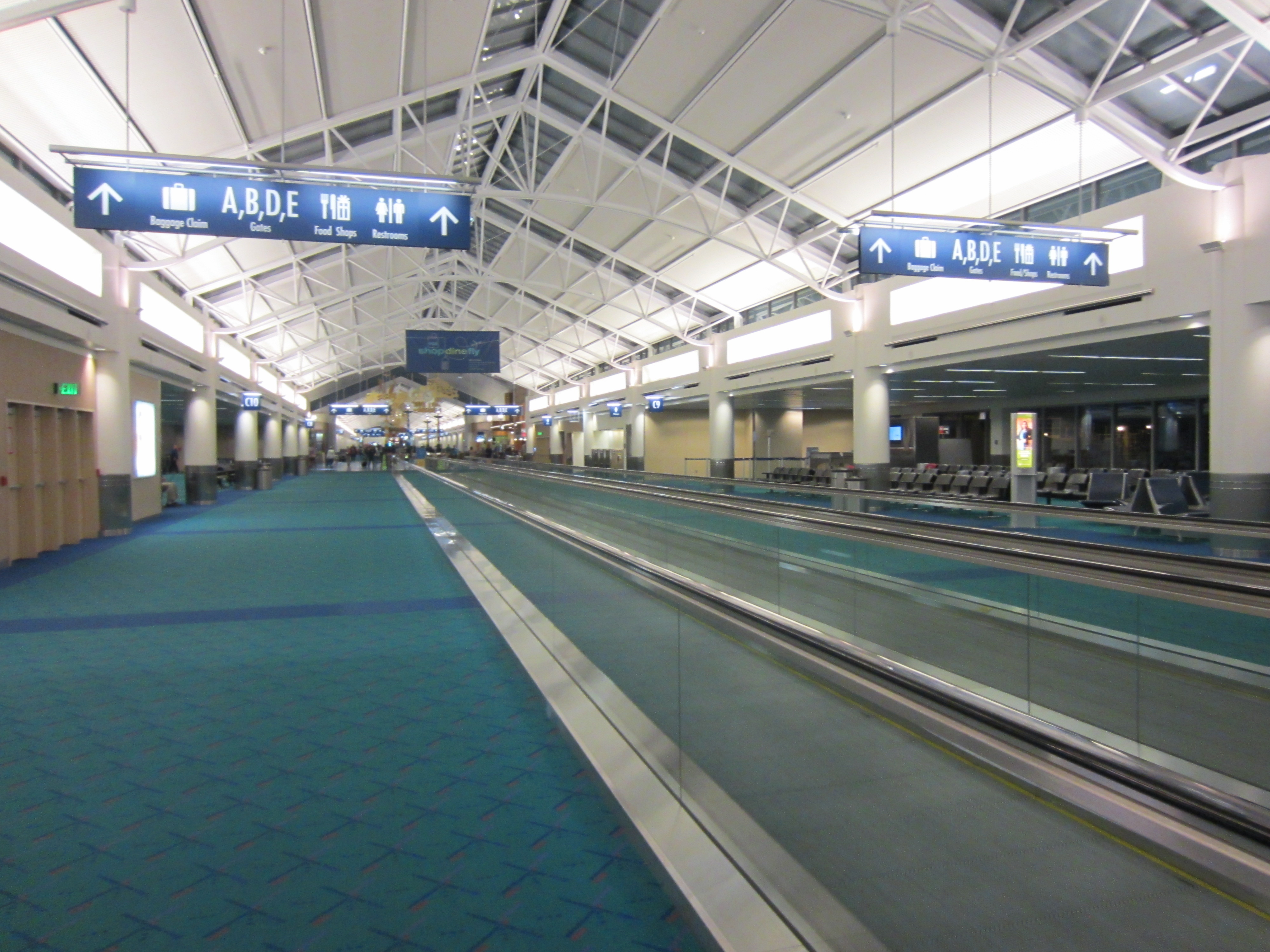
L'une des coursives de l'aéroport avec la moquette (2013).
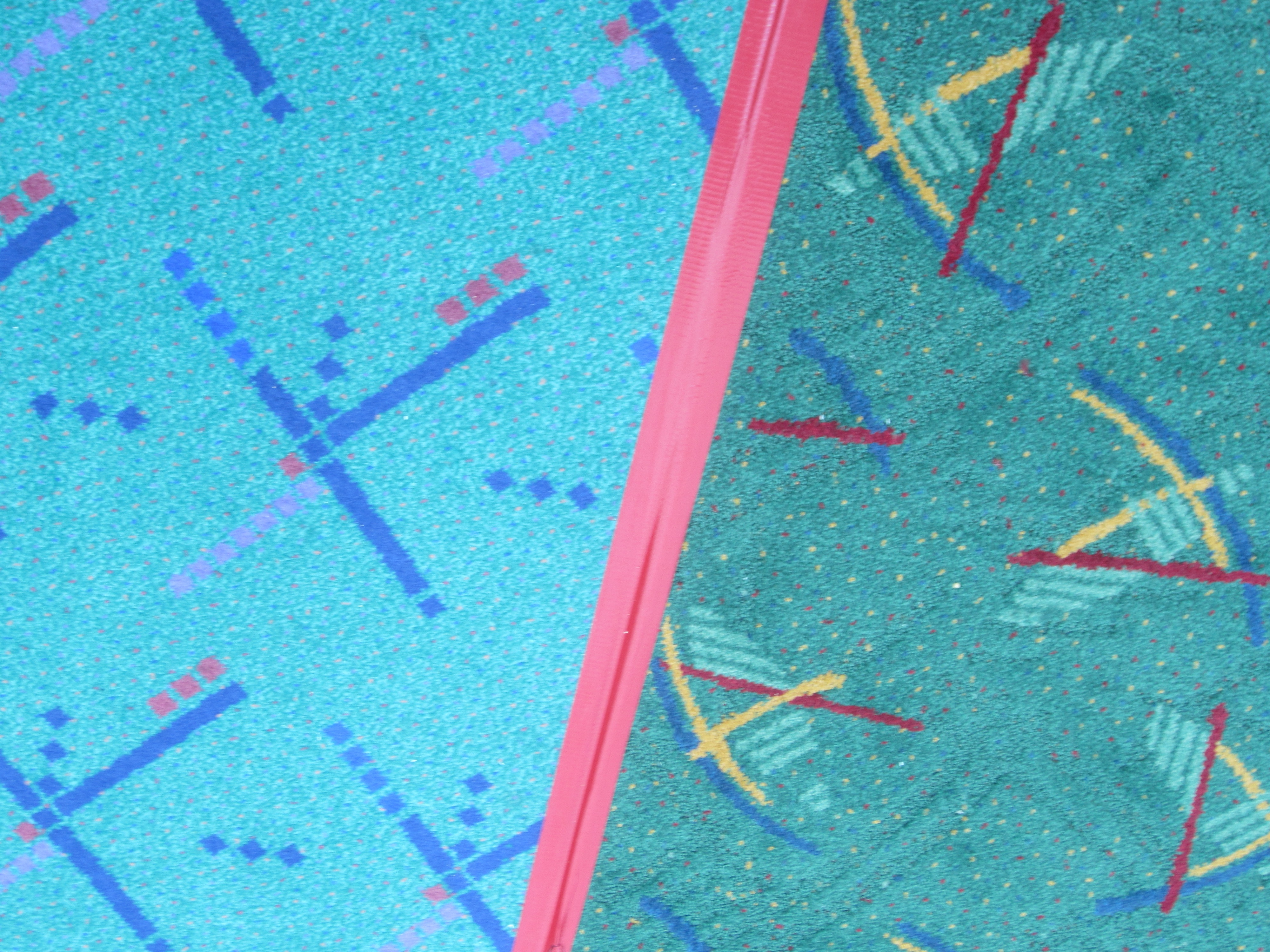
L'ancien et le nouveau motif.
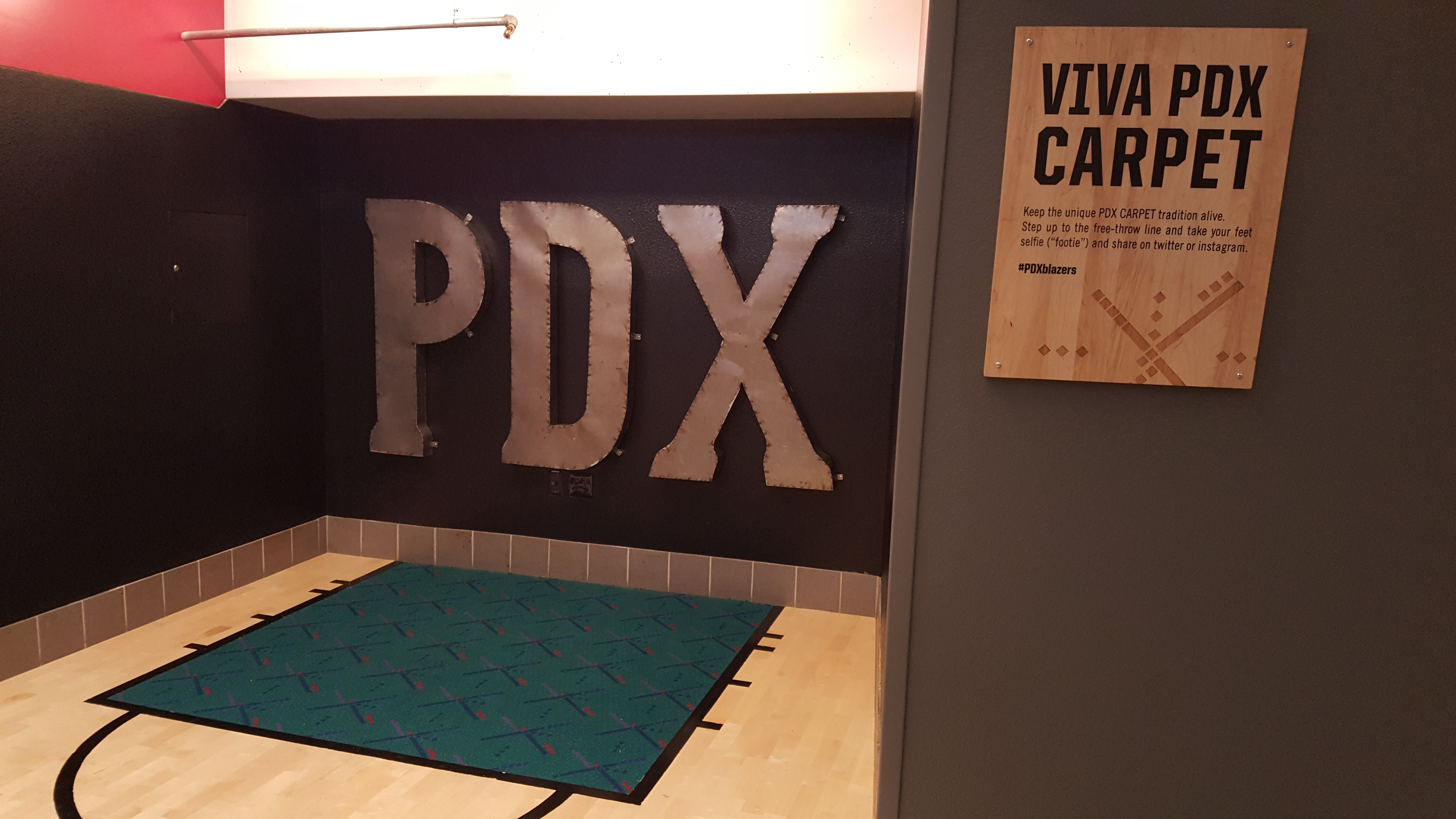
La moquette exposée au Moda Center.